# 15 Рака
15 Рака (ВМ Рака, лат. 15 Cancri) — спектрально-двойная звезда, которая находится в созвездии Рака. Главный компонент, 15 Рака А, — бело-голубая звезда класса В.

## Исследования
Хотя линии 15 Рака слишком широки для хорошего фотографического измерения эффекта Зеемана, на некоторых спектрограммах есть свидетельства сильного магнитного поля положительной полярности.
Это двойная звезда с неразрешимыми спектральными линиями с переменной лучевой скоростью имеет период 585,4154 сут.
Звезда является магнитно-пекулярной с особенностями на длинах волн 4200 и 5200 Å.